# ویکتور امیلیانوویچ
ویکتور امیلیانوویچ (اوکراینی: Віктор Омелянович؛ ۱۳ آوریل ۱۹۵۸ – ) قایقران روئینگ اهل اوکراین بود.
وی در مسابقات کشوری و بین‌المللی در مجموع برندهٔ ۲ مدال طلا، ۳ مدال نقره، ۲ مدال برنز شده‌است.